# Дограде
Дограде су насељено место у саставу општине Марина, Сплитско-далматинска жупанија, Република Хрватска.

## Историја
До територијалне реорганизације у Хрватској налазиле су се у саставу старе општине Трогир. Као самостално насељено место, Дограде постоје од пописа 2001. године. Настало је издвајањем дела насеља Густирна.

## Становништво
На попису становништва 2011. године, Дограде су имале 194 становника. За национални састав 1991. године, погледати под Густирна.
| Број становника по пописима | Број становника по пописима | Број становника по пописима | Број становника по пописима | Број становника по пописима | Број становника по пописима | Број становника по пописима | Број становника по пописима | Број становника по пописима | Број становника по пописима | Број становника по пописима | Број становника по пописима | Број становника по пописима | Број становника по пописима | Број становника по пописима | Број становника по пописима |
| --------------------------- | --------------------------- | --------------------------- | --------------------------- | --------------------------- | --------------------------- | --------------------------- | --------------------------- | --------------------------- | --------------------------- | --------------------------- | --------------------------- | --------------------------- | --------------------------- | --------------------------- | --------------------------- |
| 1857                        | 1869                        | 1880                        | 1890                        | 1900                        | 1910                        | 1921                        | 1931                        | 1948                        | 1953                        | 1961                        | 1971                        | 1981                        | 1991                        | 2001                        | 2011                        |
| 0                           | 0                           | 164                         | 211                         | 273                         | 284                         | 0                           | 0                           | 317                         | 308                         | 327                         | 323                         | 0                           | 0                           | 247                         | 194                         |

Напомена: У 2001. настало издвајањем из насеља Густирна. Од 1880. до 1910. и од 1948. до 1971. исказује се као део насеља. У 1857, 1869,. 1921. и 1931. подаци су садржани у насељу Марина, а у 1981. и 1991. у насељу Густирна.